# Giải bóng đá Ngoại hạng Anh 2016–17
Giải bóng đá Ngoại hạng Anh 2016–17 là mùa thứ 25 của Giải bóng đá Ngoại hạng Anh, giải bóng đá chuyên nghiệp cao nhất nước Anh được tổ chức kể khi thành lập vào năm 1992. Mùa giải bắt đầu vào ngày 13 tháng 8 năm 2016, và kết thúc vào ngày 21 tháng 5 năm 2017. Lịch thi đấu mùa giải 2016–17 được công bố ngày 15 tháng 6 năm 2016.
Leicester City đang là nhà đương kim vô địch. Burnley, Middlesbrough và Hull City là những đội lên hạng từ Football League Championship 2015-16.

## Thay đổi tên gọi giải Ngoại hạng Anh

Logo mới của giải đấu, áp dụng từ mùa giải 2016-17.

Vào ngày 9 tháng 2 năm 2016, giải Ngoại hạng Anh thông báo sẽ thay đổi tên gọi: bắt đầu từ mùa giải 2016–17, giải đấu sẽ được gọi theo cách đơn giản là Ngoại hạng Anh, không có kèm theo tên của bất cứ nhà tài trợ nào. Kèm theo việc thay đổi tên gọi, logo mới cũng được giới thiệu.

## Giá vé
Từ đầu mùa 2016-17, giá vé cho người hâm mộ trên sân khách sẽ bị giới hạn ở mức giá 30 bảng mỗi vé.

## Các đội tham dự
20 đội sẽ tranh tài với nhau, trong đó có 17 đội đã tham gia mùa giải trước, và 3 đội thăng hạng lên từ Championship.
Burnley là câu lạc bộ đầu tiên được thăng hạng sau chiến thắng 1–0 trước Queens Park Rangers vào ngày 2 tháng 5 năm 2016. Họ trở về giải Ngoại hạng chỉ sau một mùa vắng mặt. Middlesbrough trở thành câu lạc bộ thứ hai được thăng hạng sau trận hòa 1–1 với Brighton & Hove Albion. Họ sẽ chơi ở giải Ngoại hạng lần đầu tiên kể từ mùa giải 2008–09. Hull City trở thành câu lạc bộ thứ 3, và cũng là cuối cùng, được thăng hạng sau chiến thắng 1-0 trước Sheffield Wednesday ở trận play-off của Championship tại sân vận động Wembley vào ngày 28 tháng 5 năm 2016, họ trở về giải Ngoại hạng chỉ sau một mùa vắng mặt.
3 đội thăng hạng sẽ thay thế Newcastle United, Norwich City và Aston Villa. Đây sẽ là mùa đầu tiên trong kỉ nguyên giải Ngoại hạng mà Aston Villa, nhà cựu vô địch European Cup, không thể thi đấu ở giải bóng đá cao nhất của nước Anh.

### Sân vận động và địa điểm thi đấu
West Ham United sẽ lần đầu tiên thi đấu trên Sân vận động Olympic. Mặc dù có sức chứa 60.000 chỗ, nhưng trận đấu đầu tiên tại Premier League bị giới hạn chỉ còn 57.000 do lo ngại sự an toàn từ các cổ động viên sau trận đấu tại Europa League của West Ham hồi đầu tháng Tám.
Stoke City thông báo rằng từ mùa giải 2016-17, sân vận động Britannia sẽ được đổi tên thành Sân vận động Bet365.
Tottenham Hotspur sẽ thi đấu trên sân White Hart Lane với sức chứa ít đi, do góc khán đài đông bắc của sân vận động được tháo dỡ để chuẩn bị cho quá trình xây dựng sân vận động mới kề đó.
Ghi chú:Tên được sắp xếp theo thứ tự bảng chữ cái.
| Đội bóng             | Địa phương     | Sân vận động            | Sức chứa |
| -------------------- | -------------- | ----------------------- | -------- |
| AFC Bournemouth      | Bournemouth    | Dean Court              | 11,464   |
| Arsenal              | Luân Đôn       | Sân vận động Emirates   | 60,432   |
| Burnley              | Burnley        | Turf Moor               | 22,546   |
| Chelsea              | Luân Đôn       | Stamford Bridge         | 41,623   |
| Crystal Palace       | Luân Đôn       | Selhurst Park           | 26,309   |
| Everton              | Liverpool      | Goodison Park           | 40,569   |
| Hull City            | Hull           | Sân vận động KCOM       | 25,404   |
| Leicester City       | Leicester      | Sân vận động King Power | 32,500   |
| Liverpool            | Liverpool      | Anfield                 | 45,362   |
| Manchester City      | Manchester     | Sân vận động Etihad     | 55,097   |
| Manchester United    | Manchester     | Old Trafford            | 76,100   |
| Middlesbrough        | Middlesbrough  | Sân vận động Riverside  | 35,100   |
| Southampton          | Southampton    | Sân vận động St Mary's  | 32,689   |
| Stoke City           | Stoke-on-Trent | Sân vận động Bet365     | 28,383   |
| Sunderland           | Sunderland     | Sân vận động Ánh Sáng   | 49,000   |
| Swansea City         | Swansea        | Sân vận động Liberty    | 20,972   |
| Tottenham Hotspur    | Luân Đôn       | White Hart Lane         | 36,274   |
| Watford              | Watford        | Vicarage Road           | 21,977   |
| West Bromwich Albion | West Bromwich  | The Hawthorns           | 26,500   |
| West Ham United      | Luân Đôn       | Sân vận động Olympic    | 60,010   |

### Những Huấn luyện viên và nhà tài trợ
| Đội bóng             | Huấn luyện viên1    | Nhà sản xuất áo đấu | Nhà tài trợ áo đấu |
| -------------------- | ------------------- | ------------------- | ------------------ |
| AFC Bournemouth      | Eddie Howe          | JD Sports           | Mansion Group      |
| Arsenal              | Arsène Wenger       | Puma                | Emirates           |
| Burnley              | Sean Dyche          | Puma                | Dafabet            |
| Chelsea              | Antonio Conte       | Adidas              | Yokohama           |
| Crystal Palace       | Sam Allardyce       | Macron              | Mansion Group      |
| Everton              | Ronald Koeman       | Umbro               | Chang              |
| Hull City            | Marco Silva         | Umbro               | SportPesa          |
| Leicester City       | Claudio Ranieri     | Puma                | King Power         |
| Liverpool            | Jürgen Klopp        | New Balance         | Standard Chartered |
| Manchester City      | Pep Guardiola       | Nike                | Etihad Airways     |
| Manchester United    | José Mourinho       | Adidas              | Chevrolet          |
| Middlesbrough        | Aitor Karanka       | Adidas              | Ramsdens           |
| Southampton          | Claude Puel         | Under Armour        | Virgin Media       |
| Stoke City           | Mark Hughes         | Macron              | Bet365             |
| Sunderland           | David Moyes         | Adidas              | Dafabet            |
| Swansea City         | Paul Clement        | Joma                | BetEast            |
| Tottenham Hotspur    | Mauricio Pochettino | Under Armour        | AIA                |
| Watford              | Walter Mazzarri     | Dryworld            | 138.com            |
| West Bromwich Albion | Tony Pulis          | Adidas              | UK-K8.com          |
| West Ham United      | Slaven Bilić        | Umbro               | Betway             |

- 1 Theo thông tin hiện tại từ Danh sách các huấn luyện viên của giải bóng đá Anh.
- Thêm vào đó, trang phục của trọng tài được sản xuất bởi Nike, với sự tài trợ của EA Sports, và Nike có quả bóng mới với tên gọi Ordem Premier League.

### Các đội thay đổi huấn luyện viên
| Đội bóng          | Huấn luyện viên cũ    | Lý do kết thúc           | Thời gian kết thúc   | Vị trí trên bảng xếp hạng | Huấn luyện viên mới | Ngày tiếp nhận       |
| ----------------- | --------------------- | ------------------------ | -------------------- | ------------------------- | ------------------- | -------------------- |
| Manchester United | Louis van Gaal        | Sa thải                  | 23 tháng 5 năm 2016  | Trước mùa giải            | José Mourinho       | 27 tháng 5 năm 2016  |
| Southampton       | Ronald Koeman         | Ký hợp đồng với Everton  | 14 tháng 6 năm 2016  | Trước mùa giải            | Claude Puel         | 30 tháng 6 năm 2016  |
| Everton           | David Unsworth        | Kết thúc tạm quyền       | 14 tháng 6 năm 2016  | Trước mùa giải            | Ronald Koeman       | 14 tháng 6 năm 2016  |
| Chelsea           | Guus Hiddink          | Kết thúc tạm quyền       | 30 tháng 6 năm 2016  | Trước mùa giải            | Antonio Conte       | 1 tháng 7 năm 2016   |
| Manchester City   | Manuel Pellegrini     | Đồng ý chấm dứt hợp đồng | 30 tháng 6 năm 2016  | Trước mùa giải            | Pep Guardiola       | 1 tháng 7 năm 2016   |
| Watford           | Quique Sánchez Flores | Đồng ý chấm dứt hợp đồng | 30 tháng 6 năm 2016  | Trước mùa giải            | Walter Mazzarri     | 1 tháng 7 năm 2016   |
| Hull City         | Steve Bruce           | Từ chức                  | 22 tháng 7 năm 2016  | Trước mùa giải            | Mike Phelan         | 22 tháng 7 năm 2016  |
| Sunderland        | Sam Allardyce         | Ký hợp đồng với Anh      | 22 tháng 7 năm 2016  | Trước mùa giải            | David Moyes         | 23 tháng 7 năm 2016  |
| Swansea City      | Francesco Guidolin    | Sa thải                  | 3 tháng 10 năm 2016  | 17th                      | Bob Bradley         | 3 tháng 10 năm 2016  |
| Crystal Palace    | Alan Pardew           | Sa thải                  | 22 tháng 12 năm 2016 | 17th                      | Sam Allardyce       | 23 tháng 12 năm 2016 |
| Swansea City      | Bob Bradley           | Sa thải                  | 27 tháng 12 năm 2016 | 19th                      | Paul Clement        | 2 tháng 1 năm 2017   |
| Hull City         | Mike Phelan           | Sa thải                  | 3 tháng 1 năm 2017   | 20th                      | Marco Silva         | 5 tháng 1 năm 2017   |
| Leicester City    | Claudio Ranieri       | Sa thải                  | 23 tháng 2 năm 2017  | 17th                      | Craig Shakespeare   | 25 tháng 2 năm 2017  |
| Middlesbrough     | Aitor Karanka         | Sa thải                  | 16 tháng 3 năm 2017  | 19th                      | Steve Agnew         | 16 tháng 3 năm 2017  |

## Kết quả

### Bảng xếp hạng chung cuộc:
| VT | Đội                  | ST | T  | H  | B  | BT | BB | HS  | Đ  | Giành quyền tham dự hoặc xuống hạng       |
| -- | -------------------- | -- | -- | -- | -- | -- | -- | --- | -- | ----------------------------------------- |
| 1  | Chelsea (C)          | 38 | 30 | 3  | 5  | 85 | 33 | +52 | 93 | Lọt vào Vòng bảng Champions League        |
| 2  | Tottenham Hotspur    | 38 | 26 | 8  | 4  | 86 | 26 | +60 | 86 | Lọt vào Vòng bảng Champions League        |
| 3  | Manchester City      | 38 | 23 | 9  | 6  | 80 | 39 | +41 | 78 | Lọt vào Vòng bảng Champions League        |
| 4  | Liverpool            | 38 | 22 | 10 | 6  | 78 | 42 | +36 | 76 | Lọt vào Vòng play-off Champions League    |
| 5  | Arsenal              | 38 | 23 | 6  | 9  | 77 | 44 | +33 | 75 | Lọt vào Vòng bảng Europa League           |
| 6  | Manchester United    | 38 | 18 | 15 | 5  | 54 | 29 | +25 | 69 | Lọt vào Vòng bảng Champions League        |
| 7  | Everton              | 38 | 17 | 10 | 11 | 62 | 44 | +18 | 61 | Lọt vào Vòng loại thứ ba Europa League    |
| 8  | Southampton          | 38 | 12 | 10 | 16 | 41 | 48 | −7  | 46 |                                           |
| 9  | AFC Bournemouth      | 38 | 12 | 10 | 16 | 55 | 67 | −12 | 46 |                                           |
| 10 | West Bromwich Albion | 38 | 12 | 9  | 17 | 43 | 51 | −8  | 45 |                                           |
| 11 | West Ham United      | 38 | 12 | 9  | 17 | 47 | 64 | −17 | 45 |                                           |
| 12 | Leicester City       | 38 | 12 | 8  | 18 | 48 | 63 | −15 | 44 |                                           |
| 13 | Stoke City           | 38 | 11 | 11 | 16 | 41 | 56 | −15 | 44 |                                           |
| 14 | Crystal Palace       | 38 | 12 | 5  | 21 | 50 | 63 | −13 | 41 |                                           |
| 15 | Swansea City         | 38 | 12 | 5  | 21 | 45 | 70 | −25 | 41 |                                           |
| 16 | Burnley              | 38 | 11 | 7  | 20 | 39 | 55 | −16 | 40 |                                           |
| 17 | Watford              | 38 | 11 | 7  | 20 | 40 | 68 | −28 | 40 |                                           |
| 18 | Hull City (R)        | 38 | 9  | 7  | 22 | 37 | 80 | −43 | 34 | Xuống chơi ở Football League Championship |
| 19 | Middlesbrough (R)    | 38 | 5  | 13 | 20 | 27 | 53 | −26 | 28 | Xuống chơi ở Football League Championship |
| 20 | Sunderland (R)       | 38 | 6  | 6  | 26 | 29 | 69 | −40 | 24 | Xuống chơi ở Football League Championship |

1. 1 2  Do hai đội lọt vào chung kết Cúp FA 2016–17 (Arsenal và Chelsea) đều đã có vé dự cúp châu Âu dựa trên thứ hạng của mình, suất dự vòng bảng Europa League của nhà vô địch Cúp FA được chuyển cho đội có thứ hạng gần nhất (đội thứ năm) còn các suất khác giữ nguyên.
2. ↑  Manchester United lọt vào vòng bảng Champions League mùa sau nhờ vô địch UEFA Europa League 2016-17. Họ cũng được quyền dự Vòng loại thứ ba Europa League nhờ vô địch Cúp EFL 2016-17, nhưng suất đó không còn hiệu lực nữa.

### Bảng kết quả
| S.nhà ╲ S.khách              | ARS | BOU | BUR | CHE | CPA | EVE | HUL | LEI | LIV | MCI | MUN | MID | SOT | STO | SUN | Bản mẫu:Fb team Swansea City | TOT | WAT | WBA | WHA |
| Arsenal                      |     | 3–1 | 2–1 | 3–0 | 2–0 | 3–1 | 2–0 | 1–0 | 3–4 | 2–2 | 2–0 | 0–0 | 2–1 | 3–1 | 2–0 | 3–2                          | 1–1 | 1–2 | 1–0 | 3–0 |
| AFC Bournemouth              | 3–3 |     | 2–1 | 1–3 | 0–2 | 1–0 | 6–1 | 1–0 | 4–3 | 0–2 | 1–3 | 4–0 | 1–3 | 2–2 | 1–2 | 2–0                          | 0–0 | 2–2 | 1–0 | 3–2 |
| Burnley                      | 0–1 | 3–2 |     | 1–1 | 3–2 | 2–1 | 1–1 | 1–0 | 2–0 | 1–2 | 0–2 | 1–0 | 1–0 | 1–0 | 4–1 | 0–1                          | 0–2 | 2–0 | 2–2 | 1–2 |
| Chelsea                      | 3–1 | 3–0 | 3–0 |     | 1–2 | 5–0 | 2–0 | 3–0 | 1–2 | 2–1 | 4–0 | 3–0 | 4–2 | 4–2 | 5–1 | 3–1                          | 2–1 | 4–3 | 1–0 | 2–1 |
| Crystal Palace               | 3–0 | 1–1 | 0–2 | 0–1 |     | 0–1 | 4–0 | 2–2 | 2–4 | 1–2 | 1–2 | 1–0 | 3–0 | 4–1 | 0–4 | 1–2                          | 0–1 | 1–0 | 0–1 | 0–1 |
| Everton                      | 2–1 | 6–3 | 3–1 | 0–3 | 1–1 |     | 4–0 | 4–2 | 0–1 | 4–0 | 1–1 | 3–1 | 3–0 | 1–0 | 2–0 | 1–1                          | 1–1 | 1–0 | 3–0 | 2–0 |
| Hull City                    | 1–4 | 3–1 | 1–1 | 0–2 | 3–3 | 2–2 |     | 2–1 | 2–0 | 0–3 | 0–1 | 4–2 | 2–1 | 0–2 | 0–2 | 2–1                          | 1–7 | 2–0 | 1–1 | 2–1 |
| Leicester City               | 0–0 | 1–1 | 3–0 | 0–3 | 3–1 | 0–2 | 3–1 |     | 3–1 | 4–2 | 0–3 | 2–2 | 0–0 | 2–0 | 2–0 | 2–1                          | 1–6 | 3–0 | 1–2 | 1–0 |
| Liverpool                    | 3–1 | 2–2 | 2–1 | 1–1 | 1–2 | 3–1 | 5–1 | 4–1 |     | 1–0 | 0–0 | 3–0 | 0–0 | 4–1 | 2–0 | 2–3                          | 2–0 | 6–1 | 2–1 | 2–2 |
| Manchester City              | 2–1 | 4–0 | 2–1 | 1–3 | 5–0 | 1–1 | 3–1 | 2–1 | 1–1 |     | 0–0 | 1–1 | 1–1 | 0–0 | 2–1 | 2–1                          | 2–2 | 2–0 | 3–1 | 3–1 |
| Manchester United            | 1–1 | 1–1 | 0–0 | 2–0 | 2–0 | 1–1 | 0–0 | 4–1 | 1–1 | 1–2 |     | 2–1 | 2–0 | 1–1 | 3–1 | 1–1                          | 1–0 | 2–0 | 0–0 | 1–1 |
| Middlesbrough                | 1–2 | 2–0 | 0–0 | 0–1 | 1–2 | 0–0 | 1–0 | 0–0 | 0–3 | 2–2 | 1–3 |     | 1–2 | 1–1 | 1–0 | 3–0                          | 1–2 | 0–1 | 1–1 | 1–3 |
| Southampton                  | 0–2 | 0–0 | 3–1 | 0–2 | 3–1 | 1–0 | 0–0 | 3–0 | 0–0 | 0–3 | 0–0 | 1–0 |     | 0–1 | 1–1 | 1–0                          | 1–4 | 1–1 | 1–2 | 1–3 |
| Stoke City                   | 1–4 | 0–1 | 2–0 | 1–2 | 1–0 | 1–1 | 3–1 | 2–2 | 1–2 | 1–4 | 1–1 | 2–0 | 0–0 |     | 2–0 | 3–1                          | 0–4 | 2–0 | 1–1 | 0–0 |
| Sunderland                   | 1–4 | 0–1 | 0–0 | 0–1 | 2–3 | 0–3 | 3–0 | 2–1 | 2–2 | 0–2 | 0–3 | 1–2 | 0–4 | 1–3 |     | 0–2                          | 0–0 | 1–0 | 1–1 | 2–2 |
| Bản mẫu:Fb team Swansea City | 0–4 | 0–3 | 3–2 | 2–2 | 5–4 | 1–0 | 0–2 | 2–0 | 1–2 | 1–3 | 1–3 | 0–0 | 2–1 | 2–0 | 3–0 |                              | 1–3 | 0–0 | 2–1 | 1–4 |
| Tottenham Hotspur            | 2–0 | 4–0 | 2–1 | 2–0 | 1–0 | 3–2 | 3–0 | 1–1 | 1–1 | 2–0 | 2–1 | 1–0 | 2–1 | 4–0 | 1–0 | 5–0                          |     | 4–0 | 4–0 | 3–2 |
| Watford                      | 1–3 | 2–2 | 2–1 | 1–2 | 1–1 | 3–2 | 1–0 | 2–1 | 0–1 | 0–5 | 3–1 | 0–0 | 3–4 | 0–1 | 1–0 | 1–0                          | 1–4 |     | 2–0 | 1–1 |
| West Bromwich Albion         | 3–1 | 2–1 | 4–0 | 0–1 | 0–2 | 1–2 | 3–1 | 0–1 | 0–1 | 0–4 | 0–2 | 0–0 | 0–1 | 1–0 | 2–0 | 3–1                          | 1–1 | 3–1 |     | 4–2 |
| West Ham United              | 1–5 | 1–0 | 1–0 | 1–2 | 3–0 | 0–0 | 1–0 | 2–3 | 0–4 | 0–4 | 0–2 | 1–1 | 0–3 | 1–1 | 1–0 | 1–0                          | 1–0 | 2–4 | 2–2 |     |

Cập nhật lần cuối: 21 tháng 5 năm 2017.
Nguồn: Premier League
1 ^ Đội chủ nhà được liệt kê ở cột bên tay trái.
Màu sắc: Xanh = Chủ nhà thắng; Vàng = Hòa; Đỏ = Đội khách thắng.
a nghĩa là có bài viết về trận đấu đó.

## Thống kê mùa giải

### Ghi bàn

#### Cầu thủ ghi nhiều bàn thắng nhất
Tính đến các trận đấu ngày 16 tháng 4 năm 2017
| Hạng | Cầu thủ            | Câu lạc bộ        | Bàn thắng |
| ---- | ------------------ | ----------------- | --------- |
| 1    | Harry Kane         | Tottenham Hotspur | 29        |
| 2    | Romelu Lukaku      | Everton           | 25        |
| 3    | Alexis Sánchez     | Arsenal           | 24        |
| 4    | Sergio Agüero      | Manchester City   | 20        |
| 4    | Diego Costa        | Chelsea           | 20        |
| 6    | Dele Alli          | Tottenham Hotspur | 18        |
| 7    | Zlatan Ibrahimović | Manchester United | 17        |
| 8    | Eden Hazard        | Chelsea           | 16        |
| 8    | Joshua King        | AFC Bournemouth   | 16        |
| 10   | Christian Benteke  | Crystal Palace    | 15        |
| 10   | Jermain Defoe      | Sunderland        | 15        |
| 10   | Fernando Llorente  | Swansea City      | 15        |

#### Hat-trick
| Cầu thủ        | Câu lạc bộ           | Trận gặp             | Kết quả | Ngày                 | Tham khảo |
| -------------- | -------------------- | -------------------- | ------- | -------------------- | --------- |
| Romelu Lukaku  | Everton              | Sunderland           | 3–0     | 12 tháng 9 năm 2016  | [ 85 ]    |
| Alexis Sánchez | Arsenal              | West Ham United      | 5–1     | 3 tháng 12 năm 2016  | [ 86 ]    |
| Jamie Vardy    | Leicester City       | Manchester City      | 4–2     | 10 tháng 12 năm 2016 | [ 87 ]    |
| Salomón Rondón | West Bromwich Albion | Swansea City         | 3–1     | 14 tháng 12 năm 2016 | [ 88 ]    |
| Andre Gray     | Burnley              | Sunderland           | 4–1     | 31 tháng 12 năm 2016 | [ 89 ]    |
| Harry Kane     | Tottenham Hotspur    | West Bromwich Albion | 4–0     | 14 tháng 1 năm 2017  | [ 90 ]    |
| Romelu Lukaku4 | Everton              | Bournemouth          | 6–3     | 4 tháng 2 năm 2017   | [ 91 ]    |
| Harry Kane     | Tottenham Hotspur    | Stoke City           | 4–0     | 26 tháng 2 năm 2017  | [ 92 ]    |
| Joshua King    | AFC Bournemouth      | West Ham United      | 3–2     | 11 tháng 3 năm 2017  | [ 93 ]    |
| Harry Kane4    | Tottenham Hotspur    | Leicester City       | 6–1     | 18 tháng 5 năm 2017  | [ 94 ]    |
| Harry Kane     | Tottenham Hotspur    | Hull City            | 7–1     | 21 tháng 5 năm 2017  | [ 95 ]    |

#### Giữ sạch lưới
Tính đến các trận đấu ngày 18 tháng 9 năm 2016.
| Hạng | Cầu thủ          | Câu lạc bộ        | Giữ sạch lưới |
| ---- | ---------------- | ----------------- | ------------- |
| 1    | Thibaut Courtois | Chelsea           | 16            |
| 2    | Hugo Lloris      | Tottenham Hotspur | 15            |
| 3    | David de Gea     | Manchester United | 14            |
| 3    | Fraser Forster   | Southampton       | 14            |
| 5    | Petr Čech        | Arsenal           | 12            |
| 6    | Tom Heaton       | Burnley           | 10            |
| 6    | Joel Robles      | Everton           | 10            |
| 8    | Artur Boruc      | AFC Bournemouth   | 9             |
| 8    | Lee Grant        | Stoke City        | 9             |

### Thẻ phạt
Tính đến các trận đấu ngày 27 tháng 2 năm 2016.

#### Cầu thủ
- Nhiều thẻ vàng nhất: 12[97]
  - José Holebas (Watford)

- Nhiều thẻ đỏ nhất: 2[98]
  - Fernandinho (Manchester City)
  - Granit Xhaka (Arsenal)

#### Câu lạc bộ
- Nhiều thẻ vàng nhất:72[99]
  - Watford

- Nhiều thẻ đỏ nhất: 5[100]
  - West Ham United

## Giải thưởng

### Giải thưởng hàng tháng
| Tháng          | Huấn luyện viên xuất sắc nhất tháng | Huấn luyện viên xuất sắc nhất tháng | Cầu thủ xuất sắc nhất tháng | Cầu thủ xuất sắc nhất tháng | Bàn thắng đẹp nhất tháng | Bàn thắng đẹp nhất tháng | Tham khảo               |
| Tháng          | Huấn luyện viên                     | Câu lạc bộ                          | Cầu thủ                     | Câu lạc bộ                  | Cầu thủ                  | Câu lạc bộ               | Tham khảo               |
| -------------- | ----------------------------------- | ----------------------------------- | --------------------------- | --------------------------- | ------------------------ | ------------------------ | ----------------------- |
| Tháng Tám      | Mike Phelan                         | Hull City                           | Raheem Sterling             | Manchester City             | Cristhian Stuani         | Middlesbrough            | [ 101 ]                 |
| Tháng Chín     | Jürgen Klopp                        | Liverpool                           | Son Heung-Min               | Tottenham Hotspur           | Jordan Henderson         | Liverpool                | [ 102 ]                 |
| Tháng Mười     | Antonio Conte                       | Chelsea                             | Eden Hazard                 | Chelsea                     | Dimitri Payet            | West Ham United          | [ 103 ]                 |
| Tháng Mười một | Antonio Conte                       | Chelsea                             | Diego Costa                 | Chelsea                     | Pedro                    | Chelsea                  | [ 104 ]                 |
| Tháng Mười hai | Antonio Conte                       | Chelsea                             | Zlatan Ibrahimović          | Manchester United           | Henrikh Mkhitaryan       | Manchester United        | [ 105 ]                 |
| Tháng Một      | Paul Clement                        | Swansea City                        | Dele Alli                   | Tottenham Hotspur           | Andy Carroll             | West Ham United          | [ 106 ] [ 107 ] [ 108 ] |
| Tháng Hai      | Pep Guardiola                       | Manchester City                     | Harry Kane                  | Tottenham Hotspur           | Eden Hazard              | Chelsea                  | [ 109 ] [ 110 ] [ 111 ] |
| Tháng Ba       | Eddie Howe                          | A.F.C. Bournemouth                  | Romelu Lukaku               | Everton                     | Andros Townsend          | Crystal Palace           | [ 112 ] [ 113 ] [ 114 ] |
| Tháng Tư       | Mauricio Pochettino                 | Tottenham Hotspur                   | Son Heung-Min               | Tottenham Hotspur           | Emre Can                 | Liverpool                | [ 114 ]                 |

### Giải thưởng cá nhân

#### Cầu thủ xuất sắc nhất mùa giải ngoại hạng Anh
Cầu thủ xuất sắc nhất năm của PFA đã được trao cho N'Golo Kanté.

#### Đội hình của năm do PFA bình chọn
Đội hình xuất sắc nhất mùa giải của PFA:
- Thủ môn: David de Gea (Manchester United)
- Hậu vệ: Kyle Walker (Tottenham Hotspur), Gary Cahill (Chelsea), David Luiz  (Chelsea), Danny Rose (Tottenham Hotspur)
- Tiền vệ: Eden Hazard (Chelsea), Dele Alli (Tottenham Hotspur), N'Golo Kanté (Chelsea), Sadio Mané (Liverpool)
- Tiền đạo: Harry Kane (Tottenham Hotspur), Romelu Lukaku (Everton)

#### Cầu thủ trẻ xuất sắc nhất mùa giải do PFA bình chọn
PFA Young Player of the Year đã được trao cho Dele Alli.

#### Cầu thủ xuất sắc nhất mùa giải do FWA bình chọn
FWA Footballer of the Year đã được trao cho N'Golo Kanté.

## Các liên kết ngoài
- Trang web chính thức Lưu trữ ngày 9 tháng 9 năm 2012 tại Wayback Machine